# European Cup Winter Throwing 2013
De European Cup Winter Throwing 2013 was de dertiende editie van de European Cup Winter Throwing, een Europees werpkampioenschap, waar landenteams in vier categorieën strijden. De wedstrijd vond plaats op de accommodaties Pista de Atletismo Universitat Jaume I, de atletiekbaan van de plaatselijke universiteit (Universitat Jaume I), en Polideportivo Municipal Gaetà Huguet. Beide atletiekbanen liggen in de Spaanse stad Castellón de la Plana. De wedstrijd werd georganiseerd door de atletiekbond van Spanje in samenwerking met de European Athletic Association. 
De European Cup Winter Throwing 2013 bestond uit kogelstoten, discuswerpen, speerwerpen en kogelslingeren voor de categorieën mannen, vrouwen, mannen neo-senioren en vrouwen neo-senioren. In totaal waren er 249 deelnemers uit 38 verschillende landen.

## Belgische deelnemers
| Plaats | Naam           | Discipline     | Categorie            |
| ------ | -------------- | -------------- | -------------------- |
| 6e     | Jolien Boumkwo | kogelstoten    | vrouwen neo-senioren |
| 4e     | Philip Milanov | discuswerpen   | mannen neo-senioren  |
| 13e    | Timothy Herman | speerwerpen    | mannen               |
| 9e     | Jolien Boumkwo | kogelslingeren | vrouwen neo-senioren |

## Nederlandse deelnemers
| Plaats | Naam       | Discipline   | Categorie |
| ------ | ---------- | ------------ | --------- |
| Brons  | Erik Cadée | discuswerpen | mannen    |

## Uitslagen

### Senioren

#### Kogelstoten
| Mannen | Mannen         | Mannen | Mannen    | Mannen  |
| #      | Atleet         | Land   | Prestatie | Punten  |
| ------ | -------------- | ------ | --------- | ------- |
| Goud   | Borja Vivas    | ESP    | 20,00 m   | 1121 pt |
| Zilver | Georgi Ivanov  | BUL    | 19,68 m   | 1102 pt |
| Brons  | Andriy Semenov | UKR    | 19,55 m   | 1094 pt |

| Vrouwen | Vrouwen          | Vrouwen | Vrouwen   | Vrouwen |
| #       | Atlete           | Land    | Prestatie | Punten  |
| ------- | ---------------- | ------- | --------- | ------- |
| Goud    | Jevgenia Kolodko | RUS     | 19,04 m   | 1117 pt |
| Zilver  | Alena Kopets     | BLR     | 18,18 m   | 1065 pt |
| Brons   | Irina Tarasova   | RUS     | 17,98 m   | 1052 pt |

#### Discuswerpen
| Mannen | Mannen            | Mannen | Mannen    | Mannen  |
| #      | Atleet            | Land   | Prestatie | Punten  |
| ------ | ----------------- | ------ | --------- | ------- |
| Goud   | Daniel Jasinski   | GER    | 64,69 m   | 1141 pt |
| Zilver | Virgilijus Alekna | LTU    | 64,66 m   | 1141 pt |
| Brons  | Erik Cadée        | NED    | 63,38 m   | 1136 pt |

| Vrouwen | Vrouwen              | Vrouwen | Vrouwen   | Vrouwen |
| #       | Atlete               | Land    | Prestatie | Punten  |
| ------- | -------------------- | ------- | --------- | ------- |
| Goud    | Nadine Müller        | GER     | 66,69 m   | 1195 pt |
| Zilver  | Mélina Robert-Michon | FRA     | 61,26 m   | 1095 pt |
| Brons   | Dragana Tomaševic    | SRB     | 61,12 m   | 1092 pt |

#### Speerwerpen
| Mannen | Mannen             | Mannen | Mannen    | Mannen  |
| #      | Atleet             | Land   | Prestatie | Punten  |
| ------ | ------------------ | ------ | --------- | ------- |
| Goud   | Zigismunds Sirmais | LAT    | 82,51 m   | 1122 pt |
| Zilver | Thomas Röhler      | GER    | 81,87 m   | 1113 pt |
| Brons  | Risto Mätas        | EST    | 79,10 m   | 1074 pt |

| Vrouwen | Vrouwen          | Vrouwen | Vrouwen   | Vrouwen |
| #       | Atlete           | Land    | Prestatie | Punten  |
| ------- | ---------------- | ------- | --------- | ------- |
| Goud    | Maria Abakoemova | RUS     | 69,34 m   | 1228 pt |
| Zilver  | Vira Rebryk      | UKR     | 63,42 m   | 1120 pt |
| Brons   | Linda Stahl      | GER     | 61,97 m   | 1093 pt |

#### Kogelslingeren
| Mannen | Mannen          | Mannen | Mannen    | Mannen  |
| #      | Atleet          | Land   | Prestatie | Punten  |
| ------ | --------------- | ------ | --------- | ------- |
| Goud   | Krisztián Pars  | HUN    | 77,24 m   | 1141 pt |
| Zilver | Pavel Kryvitski | BLR    | 75,89 m   | 1121 pt |
| Brons  | Paweł Fajdek    | POL    | 75,52 m   | 1115 pt |

| Vrouwen | Vrouwen          | Vrouwen | Vrouwen   | Vrouwen |
| #       | Atlete           | Land    | Prestatie | Punten  |
| ------- | ---------------- | ------- | --------- | ------- |
| Goud    | Zalina Marghieva | MDA     | 71,98 m   | 1125 pt |
| Zilver  | Tatjana Lysenko  | RUS     | 71,54 m   | 1118 pt |
| Brons   | Kathrin Klaas    | GER     | 71,07 m   | 1110 pt |

### Neo-senioren
| Mannen         | Mannen          | Mannen | Mannen    | Mannen  |
| Onderdeel      | Winnaar         | Land   | Prestatie | Punten  |
| -------------- | --------------- | ------ | --------- | ------- |
| Kogelstoten    | Daniel Ståhl    | SWE    | 18,63 m   | 1039 pt |
| Discuswerpen   | Danijel Furtula | MNE    | 62,10 m   | 1094 pt |
| Speerwerpen    | Valeriy Iordan  | RUS    | 82,89 m   | 1127 pt |
| Kogelslingeren | Quentin Bigot   | FRA    | 71,79 m   | 1058 pt |

| Vrouwen        | Vrouwen             | Vrouwen | Vrouwen   | Vrouwen |
| Onderdeel      | Winnares            | Land    | Prestatie | Punten  |
| -------------- | ------------------- | ------- | --------- | ------- |
| Kogelstoten    | Emel Dereli         | TUR     | 16,78 m   | 980 pt  |
| Discuswerpen   | Shanice Cragt       | GER     | 60,14 m   | 1074 pt |
| Speerwerpen    | Hanna Habina        | UKR     | 58,58 m   | 1032 pt |
| Kogelslingeren | Alexandra Tavernier | FRA     | 66,20 m   | 1032 pt |

### Teamstanden
| Mannen | Mannen    | Mannen  |
| #      | Land      | Punten  |
| ------ | --------- | ------- |
| Goud   | Duitsland | 4435 pt |
| Zilver | Rusland   | 4214 pt |
| Brons  | Oekraïne  | 4193 pt |

| Vrouwen | Vrouwen   | Vrouwen |
| #       | Land      | Punten  |
| ------- | --------- | ------- |
| Goud    | Rusland   | 4528 pt |
| Zilver  | Spanje    | 4138 pt |
| Brons   | Frankrijk | 4066 pt |

| Mannen neo-senioren | Mannen neo-senioren | Mannen neo-senioren |
| #                   | Land                | Punten              |
| ------------------- | ------------------- | ------------------- |
| Goud                | Rusland             | 4169 pt             |
| Zilver              | Frankrijk           | 4066 pt             |
| Brons               | Oekraïne            | 3980 pt             |

| Vrouwen neo-senioren | Vrouwen neo-senioren | Vrouwen neo-senioren |
| #                    | Land                 | Punten               |
| -------------------- | -------------------- | -------------------- |
| Goud                 | Oekraïne             | 3840 pt              |
| Zilver               | Frankrijk            | 3814 pt              |
| Brons                | Rusland              | 3664 pt              |

2001 · 2002 · 2003 · 2004 · 2005 · 2006 · 2007 · 2008 · 2009 · 2010 · 2011 · 2012 · 2013 · 2014 · 2015 · 2016